# Agonidae

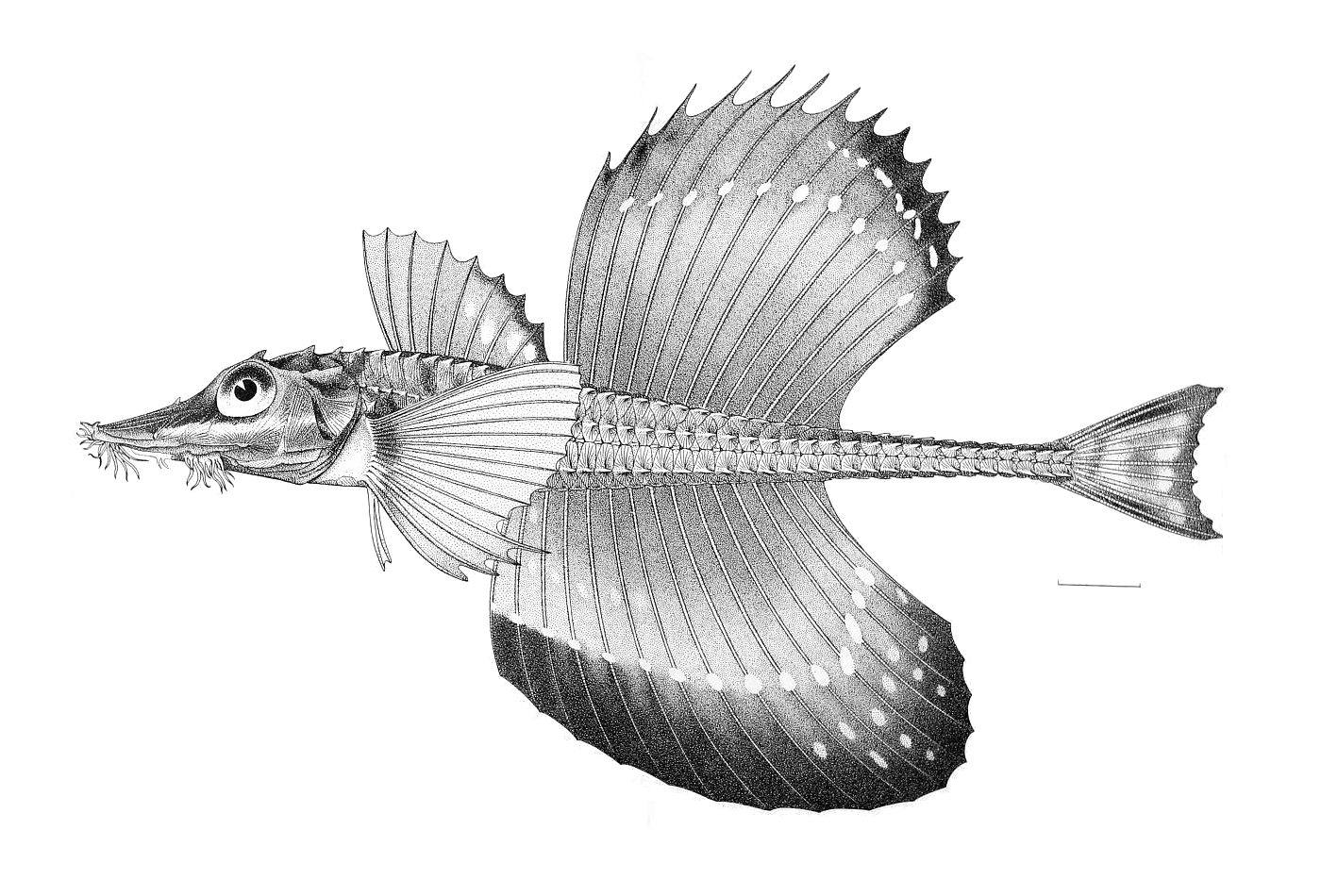
Podothecus sachi

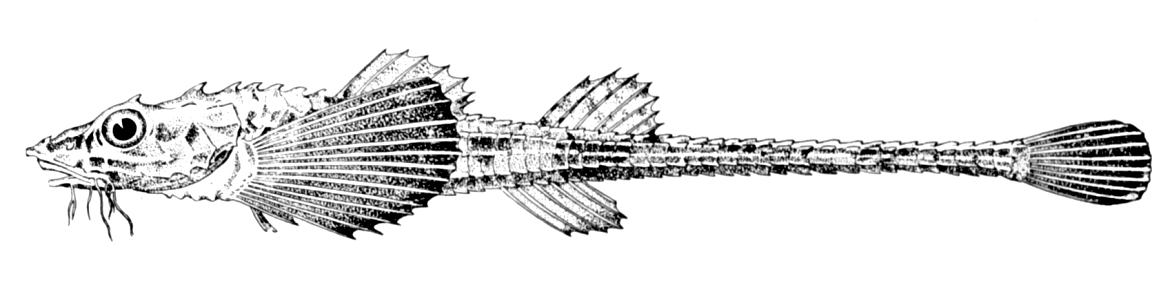
Leptagonus decagonus

Gli Agonidae sono una famiglia di pesci ossei marini dell'ordine Scorpaeniformes.

## Distribuzione e habitat
Questa famiglia ha un areale di tipo bipolare, si incontra infatti in tutti i bacini marini che circondano l'Artico e lungo le coste meridionali temperate e fredde del Sud America. La specie Agonus cataphractus è comune lungo le coste europee settentrionali. La famiglia è del tutto assente nel mar Mediterraneo.
Agonus cataphractus ha abitudini strettamente costiere ma non mancano specie di acque profonde.

## Descrizione
Questi pesci sono caratteristici per il corpo molto allungato e sottile, ricoperto di piastre ossee come negli storioni o nei pesci ago. Le pinne dorsali sono due, di solito brevi e non contigue, la prima con raggi spinosi, la seconda con raggi molli. Sulla mandibola inferiore di molte specie sono presenti dei barbigli simili a peli. La vescica natatoria è assente.
La colorazione è fondamentalmente scura e mimetica, non vistosa.
La taglia media è di poche decine di centimetri, la dimensione massima si aggira attorno ai 30 cm.

## Specie
- Genere Agonomalus
  - Agonomalus jordani
  - Agonomalus mozinoi
  - Agonomalus proboscidalis
- Genere Agonopsis
  - Agonopsis asperoculis
  - Agonopsis chiloensis
  - Agonopsis sterletus
  - Agonopsis vulsa
- Genere Agonus
  - Agonus cataphractus
- Genere Anoplagonus
  - Anoplagonus inermis
  - Anoplagonus occidentalis
- Genere Aspidophoroides
  - Aspidophoroides bartoni
  - Aspidophoroides monopterygius
- Genere Bathyagonus
  - Bathyagonus alascanus
  - Bathyagonus infraspinatus
  - Bathyagonus nigripinnis
  - Bathyagonus pentacanthus
- Genere Bothragonus
  - Bothragonus occidentalis
  - Bothragonus swanii
- Genere Brachyopsis
  - Brachyopsis segaliensis
- Genere Chesnonia
  - Chesnonia verrucosa
- Genere Freemanichthys
  - Freemanichthys thompsoni
- Genere Hypsagonus
  - Hypsagonus corniger
  - Hypsagonus quadricornis
- Genere Leptagonus
  - Leptagonus decagonus
- Genere Occella
  - Occella dodecaedron
  - Occella iburia
  - Occella kasawae
  - Occella kuronumai
- Genere Odontopyxis
  - Odontopyxis trispinosa
- Genere Pallasina
  - Pallasina barbata
- Genere Percis
  - Percis japonica
  - Percis matsuii
- Genere Podothecus
  - Podothecus accipenserinus
  - Podothecus hamlini
  - Podothecus sachi
  - Podothecus sturioides
  - Podothecus veternus
- Genere Sarritor
  - Sarritor frenatus
  - Sarritor knipowitschi
  - Sarritor leptorhynchus
- Genere Stellerina
  - Stellerina xyosterna
- Genere Tilesina
  - Tilesina gibbosa
- Genere Ulcina
  - Ulcina olrikii
- Genere Xeneretmus
  - Xeneretmus latifrons
  - Xeneretmus leiops
  - Xeneretmus ritteri
  - Xeneretmus triacanthus